# Kleider machen Leute
Kleider machen Leute ist eine Novelle des Schweizer Dichters Gottfried Keller. Erstmals 1874 im dritten Band der zweiten Auflage der Novellensammlung Die Leute von Seldwyla erschienen, gehört sie zu den bekanntesten Erzählungen der deutschsprachigen Literatur, diente als Vorlage für Filme und Opern und gilt als Musterbeispiel für die Stilrichtung des poetischen Realismus.

## Handlung
Die Geschichte handelt von dem Schneidergesellen Wenzel Strapinski, der sich trotz Armut gut kleidet. Er gelangt in eine fremde Stadt namens Goldach und wird dort wegen seines Äußeren und der Anfahrt mit einer Kutsche für einen polnischen Grafen gehalten. Nachdem er aus Schüchternheit versäumt hat, die Verwechslung aufzuklären, versucht er zu fliehen. Doch da betritt eine junge Dame,  Nettchen, die Tochter des Amtsrates, den Schauplatz. Die beiden verlieben sich ineinander, worauf der Schneider die ihm aufgedrängte Grafenrolle weiterspielt. Er gibt sich jedoch nie als Graf aus. Ein verschmähter Nebenbuhler sorgt dafür, dass der vermeintliche Hochstapler entlarvt wird. Auf der Verlobungsfeier kommt es zum Skandal. Strapinski flieht, seine Braut aber findet ihn, rettet ihn vor dem Erfrieren und stellt ihn im Haus einer Bäuerin zur Rede. In einem ehrlichen Gespräch überzeugt sie sich davon, dass seine Liebe echt ist und sie sich obendrein bereits in ihrer Kindheit kannten. Schlussendlich bekennt sie sich zu ihm und setzt die Heirat mithilfe eines Anwalts gegen ihren Vater durch. Der Schneider gründet mit ihrem Erbvermögen ein Atelier in der Nachbarstadt und bringt es zu Wohlstand und Ansehen, womit das Sprichwort „Kleider machen Leute“ sich bewährt. Letztlich kehrt das Ehepaar nach Goldach zurück. Die Geschichte spielt in den 1830er-Jahren, nach dem missglückten polnischen Kadettenaufstand, der viele junge Edelleute ins Exil zwang.

## Gliederung und Inhalt

### Vom Schneider zum Grafen

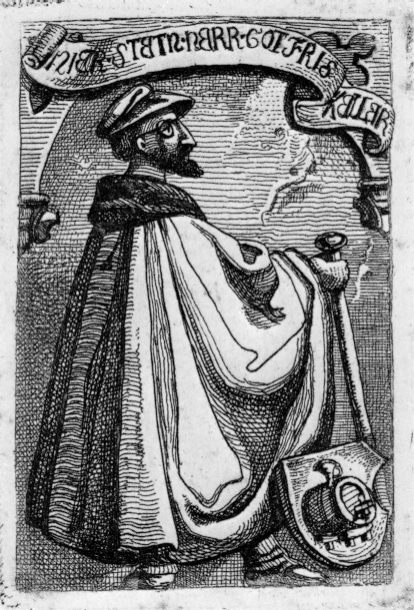
Gottfried Keller als Münchner Kunststudent in einem Radmantel. Radierung von Johann Conrad Werdmüller.

Ein Seldwyler Schneidermeister ist wegen drohenden Bankrotts seinem Gesellen, Wenzel Strapinski, den Lohn schuldig geblieben. Dieser, ein Schlesier, wandert bei unfreundlichem Novemberwetter ohne einen Pfennig in der Tasche auf der Landstraße ins Nachbarstädtchen Goldach. Da er mit Radmantel, Pelzmütze, langen Locken und gepflegtem Schnurrbärtchen edel und romantisch wirkt und obendrein schüchtern ist, kann er sich nicht nach Handwerksburschenart ein Frühstück erbetteln, sodass „er der Märtyrer seines Mantels war und Hunger litt, so schwarz wie des letzteren Sammetfutter“. Als es auf halbem Weg zu regnen beginnt, lässt der Kutscher eines leeren Reisewagens den sichtlich erschöpften Fußgänger einsteigen.
Das stattliche Gefährt erregt bei der Ankunft in Goldach Aufsehen. Kaum hat es vor dem Gasthof „zur Waage“, dem besten der Stadt, angehalten, ist es schon von staunendem Volk und dienstfertigem Personal umringt, und der aussteigende Strapinski, „blaß und schön und schwermütig zur Erde blickend“, erscheint den Leuten wie ein geheimnisvoller Prinz oder Grafensohn. Das Spalier zu durchbrechen und seiner Wege zu gehen, fehlt ihm der Mut. So findet er sich wenig später im Speisesaal wieder, wo man sich nach seinen Befehlen erkundigt. Um Ehre für seinen Gasthof einzulegen, lässt der Wirt vom Besten auftragen, was Küche und Keller bieten. Wenzel, in größter Verlegenheit, isst und trinkt nur zimperlich, was ihm sogleich als besondere Vornehmheit ausgelegt wird. Endlich überwältigt ihn der Duft einer leckeren Pastete: „Nun wäre ich ein Tor“, sagt er sich, „wenn ich die kommende Schande und Verfolgung ertragen wollte, ohne mich dafür satt gegessen zu haben“, und langt kräftig zu. Aber auch darin erkennt der Wirt ein Zeichen höherer Lebensart und meint zur Köchin: „Es sieht sich zwar nicht ganz elegant an, aber so hab ich, als ich zu meiner Ausbildung reiste, nur Generäle und Kapitelsherrn [hohe Geistliche] essen sehen!“

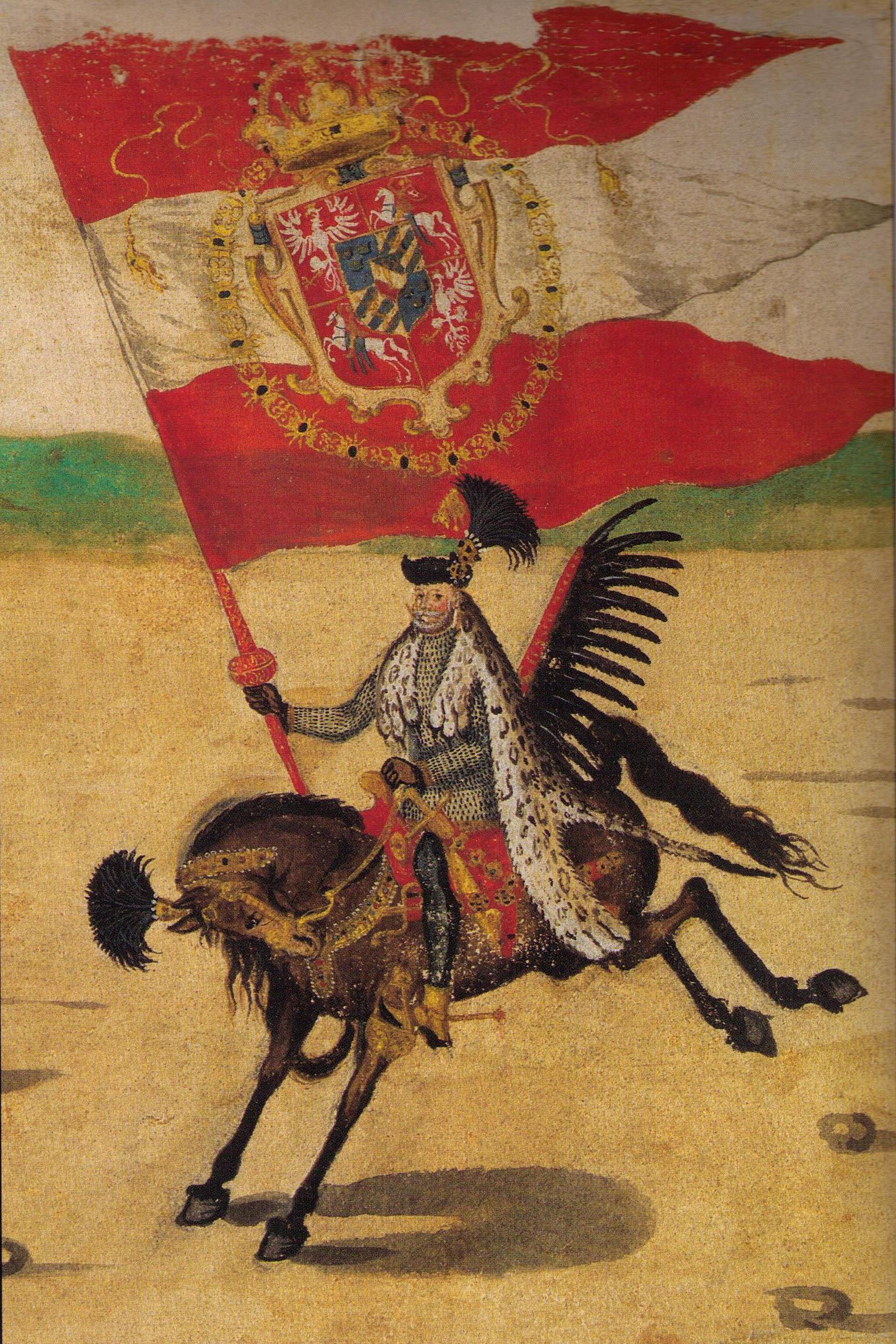
Polnischer Flügelhusar aus dem Geschlecht der Sobieski

Mittlerweile hat sich der Kutscher vor der Weiterfahrt den schlechten Scherz erlaubt, seinen Fahrgast als den polnischen Grafen Strapinski auszugeben – den Namen konnte er Wenzels im Wagen vergessenen Ausweispapieren entnehmen. Fortan wird der Schneider, der nicht zu widersprechen wagt, mit „Herr Graf“ angeredet. Einige angesehene Goldacher Bürger erscheinen zum Kaffee, beehren sich, den hohen Besucher zu unterhalten und laden ihn zu einer Landpartie aufs Weingut des Amtsrats ein. In der Hoffnung auf Fluchtgelegenheit willigt Strapinski ein und gibt unterwegs sogar eine Probe seiner Fahrkunst; denn er hat bei den Husaren gedient und versteht sich auf Pferde, sodass geflüstert wird: „Es ist richtig. Es ist jedenfalls ein Herr, […] ein vollkommener Junker!“.
Danach sitzt er in der Karten spielenden Herrenrunde „wie ein kränkelnder Fürst, vor welchem die Hofleute ein angenehmes Schauspiel aufführen“. Nur einer, der Buchhalter Melchior Böhni, schaut ihm genau auf die Finger, die merkwürdig zerstochen sind. Doch dieser behält seine Zweifel einstweilen für sich, ja er hilft dem Mittellosen aus der Verlegenheit, indem er beim folgenden Hasardspiel ein Geldstück für ihn einsetzt. Strapinski gewinnt und hat bald genug in der Tasche, um seine Zeche im Gasthof zu bezahlen. Schon glaubt er sich befreit und will eben unbemerkt das Weite suchen, als ihm der Amtsrat entgegentritt, am Arm seine Tochter Nettchen. Tief errötend verneigt sich Strapinski, und die junge Schöne, ebenfalls errötend, beginnt zutraulich mit ihm zu plaudern. Beim Abendessen sitzt er neben ihr auf dem Ehrenplatz und bezaubert die Gesellschaft durch den Vortrag eines polnischen Liedchens, das er aufgeschnappt hat, ohne es zu verstehen – es ist nicht ganz stubenrein, aber zum Glück bittet niemand um die Übersetzung – „kurz, das Schneiderblütchen fing in der Nähe des Frauenzimmers an, seine Sprünge zu machen und seinen Reiter davonzutragen“.

### Eine Notlüge mit Folgen

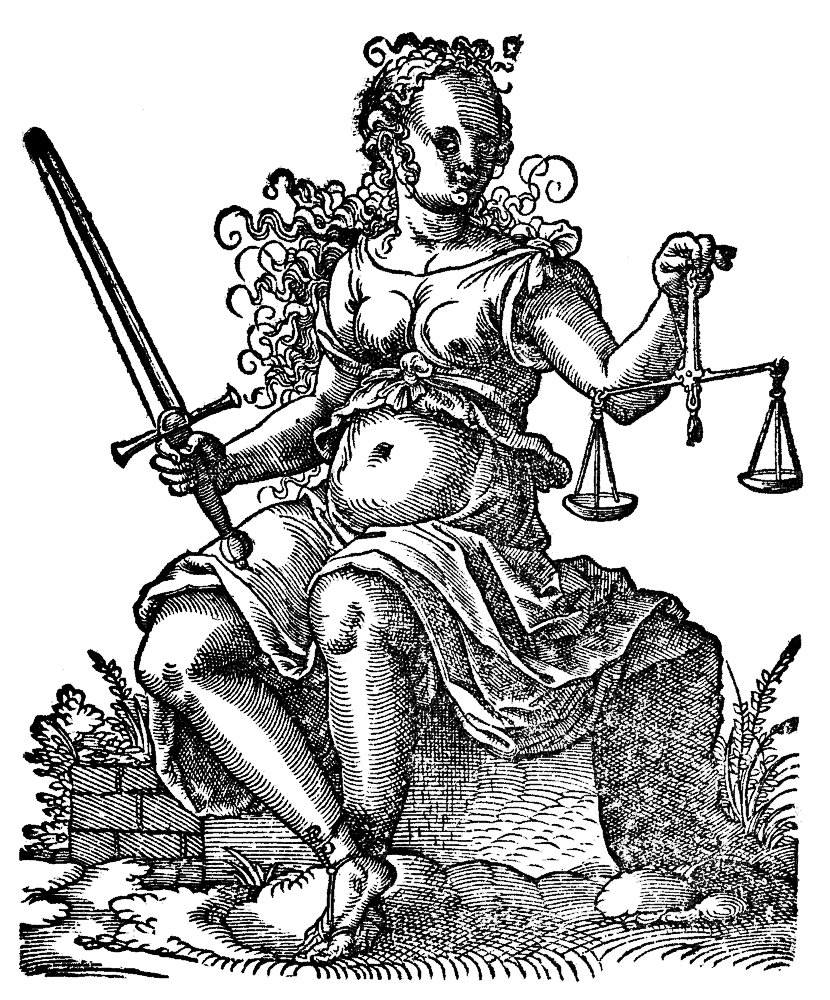
Justitia mit Waage

In der „Waage“ herrscht unterdessen Bestürzung: man hat vergessen, das gräfliche Gepäck abzuladen! Der Wirt bietet dem zurückkehrenden Gast an, der Kutsche einen Eilboten nachzusenden. Strapinski lehnt erschrocken ab und greift zu einer Lüge: „Lassen Sie, es darf nicht sein! Man muß meine Spur verlieren für einige Zeit“. Da wird dem Wirt und seinen späten Gästen klar, „daß der Graf unzweifelhaft ein Opfer politischer oder der Familienverfolgung sein müsse“. Das Wort verbreitet sich, und am Morgen erwacht Strapinski inmitten von Geschenken seiner neuen Freunde: ein Schlafrock, Toilettenartikel, feine Wäsche, – bis hin zu Sporen und Reitgerte ist für alles gesorgt, was ein Edelmann benötigt.
Wie in einem schönen Traum wandelt der Schneidergeselle nun durch die Gassen Goldachs, bestaunt die reichen, mit Sinnbildern verzierten Häuser. Dass er im Haus „zur Waage“ wohnt, erscheint ihm als günstiges Vorzeichen, indem dort „das ungleiche Schicksal abgewogen und ausgeglichen und zuweilen ein reisender Schneider zum Grafen gemacht würde“. Angesichts der Landstraße aber meldet sich sein Gewissen. Schon wendet er der Stadt entschlossen den Rücken, als ihm ein Wagen begegnet, gelenkt von der freundlich grüßenden Amtsratstochter. Da macht er wieder kehrt und das Schicksal nimmt seinen Lauf.
Von Natur aus edel und gut lernt Strapinski schnell, was es sonst noch braucht, um einen Grafen nach dem Wunschbild der Goldacher vorzustellen. Die stete Furcht vor der Schande aber kostet ihn den Schlaf. Er sinnt auf Rettung, setzt in eine Lotterie, hat wieder Glück und gewinnt eine beträchtliche Summe. Jetzt kann er auf gute Art verschwinden, seine Schulden aus der Ferne bezahlen und braucht dazu nur „eine kurze Geschäftsreise vorzugeben, dann aber von irgend einer großen Stadt aus zu melden, daß das unerbittliche Schicksal ihm verbiete, je wiederzukehren“.

Schlesisches Adlerwappen

Feierlich in Schwarz erscheint er auf einem Ball und kündigt an, verreisen zu müssen. Nettchen aber wechselt bei seinen Worten die Farbe. Gekränkt verweigert sie ihm den Tanz und verlässt den Saal. Er sucht sie zu beschwichtigen, und als er bittend die Hände ausstreckt, „fiel sie ihm ohne weiteres um den Hals und fing jämmerlich an zu weinen. Er bedeckte ihre glühenden Wangen mit seinen fein duftenden Locken und sein Mantel umschlug die schlanke, stolze, schneeweiße Gestalt des Mädchens wie mit schwarzen Adlerflügeln; […] Strapinski aber verlor in diesem Abenteuer seinen Verstand und gewann das Glück, das öfters den Unverständigen hold ist“.

Gans als Wappen

Tags darauf hält Wenzel beim Amtsrat um die Hand Nettchens an. Der Vater gewährt sie ihm mit den Worten:
So hat sich denn das Schicksal und der Wille dieses törichten Mädchens erfüllt! Schon als Schulkind behauptete sie fortwährend, nur einen Italiener oder einen Polen, einen großen Pianisten oder einen Räuberhauptmann mit schönen Locken heiraten zu wollen, und nun haben wir die Bescherung! Alle inländischen wohlmeinenden Anträge hat sie ausgeschlagen, noch neulich musste ich den gescheiten und tüchtigen Melchior Böhni heimschicken, der noch große Geschäfte machen wird, und sie hat ihn noch schrecklich verhöhnt, weil er nur ein rötliches Backenbärtchen trägt und aus einem silbernen Döschen schnupft! Nun, Gott sei Dank, ist ein polnischer Graf da aus wildester Ferne! Nehmen Sie die Gans, Herr Graf, und schicken Sie mir dieselbe wieder, wenn sie in Ihrer Polackei friert und einst unglücklich wird und heult! Nun, was würde die selige Mutter für ein Entzücken genießen, wenn sie noch erlebt hätte, daß das verzogene Kind eine Gräfin geworden ist!

### Die Entlarvung

Fortuna als Wappen

Bock als Wappen

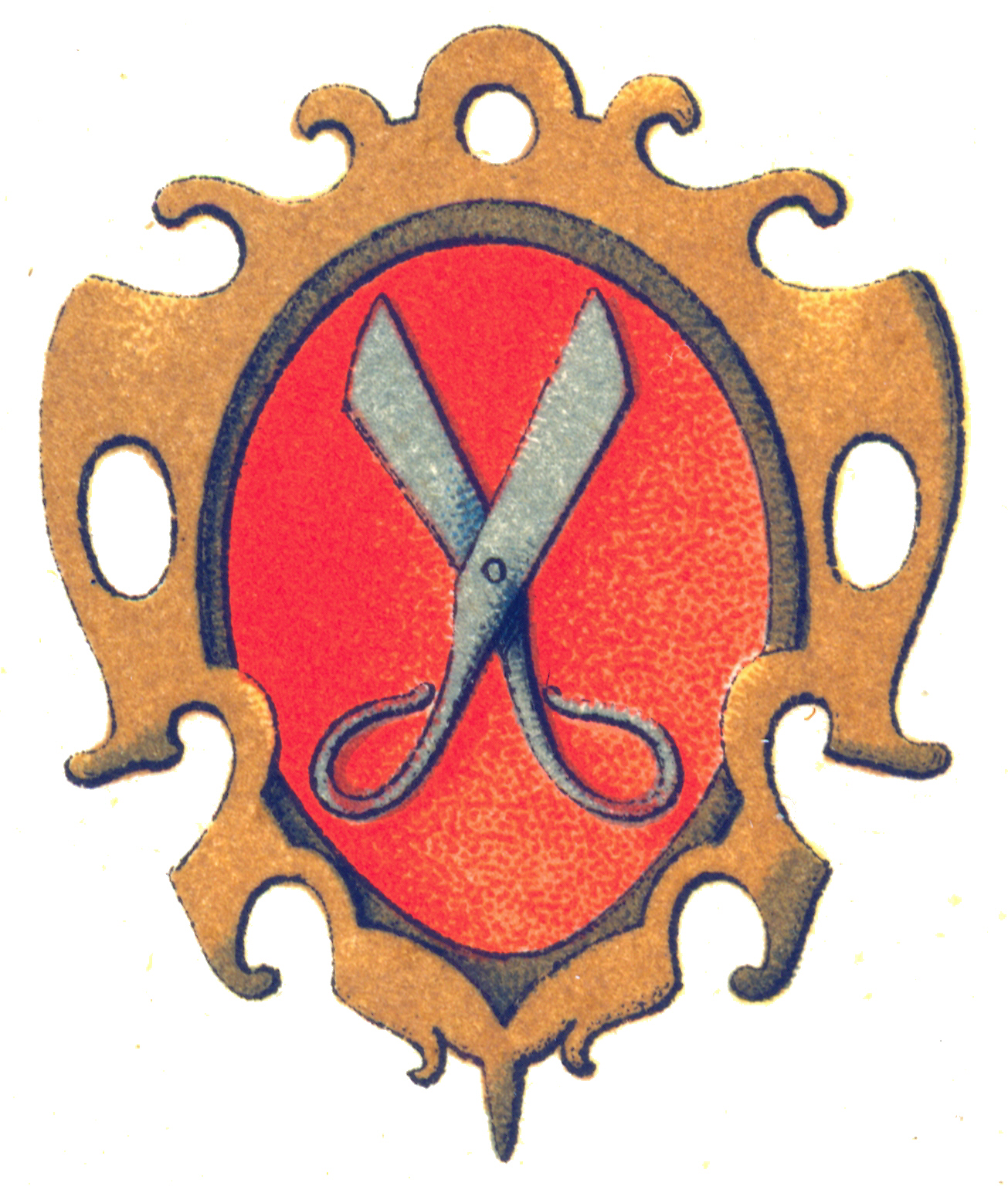
Zunftwappen der Schneider

Schnellstens wird nun Verlobung gefeiert. Da gerade schönes Winterwetter herrscht, lädt Strapinski die Goldacher Haute-Volée zu einer Schlittenpartie mit anschließendem Ball. Die Vorbereitung kostet ihn die eine Hälfte seines Lotteriegewinns, die andere Hälfte gibt er für Brautgeschenke aus. So verlässt am Tag des Festes eine Flotte prächtiger Schlitten das Städtchen, an der Spitze die Verlobten in der „Fortuna“ – nach der Glücksgöttin benannt, deren Sinnbild auch das Stadthaus des Amtsrats ziert. Am Schluss fährt Melchior Böhni im schlichten Einspänner. Er ist eben aus Seldwyla zurück, wo er zu tun hatte, und macht einen still vergnügten Eindruck. Der Zug erreicht sein Ziel, ein auf halbem Weg zwischen Goldach und Seldwyla gelegenes Ausflugslokal. Da gerade Fastnacht ist, ahnt niemand Böses, als dort zur selben Zeit von Seldwyla her ein Maskenzug eintrifft, der auf Lastschlitten kolossale Figuren mitführt: eine Fortuna verfolgt von einem Ziegenbock, ein riesenhaftes Bügeleisen, eine ebensolche Schere, voraus eine Tafel mit der Inschrift „Leute machen Kleider“ und auf dem letzten Schlitten, unter dem Motto „Kleider machen Leute“, allerlei reich als Kaiser, Könige und andere Würdenträger kostümierte Personen. Offensichtlich handelt es sich um einen Karnevalsumzug der Seldwyler Schneiderzunft, und als die Maskenträger scheinbar gutmütig um Erlaubnis bitten, den Goldacher Herrschaften einen Schautanz aufführen zu dürfen, wird sie gewährt. Nur Strapinski beschleichen dunkle Ahnungen, doch Melchior Böhni tritt neben ihn und nennt laut als Ursprungsort des Zugs anstelle von Seldwyla eine andere Stadt.
Belustigt verfolgen die Ballgäste die Pantomime der Seldwyler. Sie beginnt ganz harmlos mit einem Lob der Schneiderkunst, die aus unansehnlichen Gestalten ansehnliche macht. Doch dann tritt ein Tänzer im Kostüm Strapinskis auf, erst im Radmantel mit Pelzmütze, dann eifrig an einem Grafenrock nähend, den er sich schließlich selbst anzieht, um als Weltmann darin umherzustolzieren. Hier bricht die Begleitmusik plötzlich ab, das anzügliche Ebenbild tritt dicht vor den originalen Wenzel und ruft in die eingetretene Totenstille hinein:
„Ei ei ei ei! […] Sieh da den Bruder Schlesier, den Wasserpolacken! Der mir aus der Arbeit gelaufen ist, weil er wegen einer kleinen Geschäftsschwankung glaubte, es sei zu Ende mit mir. Nun es freut mich, daß es Ihnen so lustig geht und Sie hier so fröhlich Fastnacht halten! Stehen Sie in Arbeit zu Goldach?“
Zum Überfluss schüttelt der Meister seinem ehemaligen Gesellen auch noch treuherzig die Hand, das Gleiche tun der Reihe nach alle Seldwyler, die Musik setzt wieder ein und der Zug marschiert „unter Absingung eines wohleinstudierten diabolischen Lachchors“ aus dem Saal. Im ausbrechenden Tumult verbreitet sich, von Melchior Böhni ausgestreut, in Windeseile die Deutung des Spiels.
Das Brautpaar „saß unbeweglich auf seinen Stühlen gleich einem steinernen ägyptischen Königspaar, ganz still und einsam; man glaubte den unabsehbaren glühenden Wüstensand zu fühlen“. Zuerst erhebt sich Wenzel und schreitet leichenblass, ohne Handschuhe und Mütze durch die aufbrechenden Gäste in die Winternacht hinaus. Auf der Landstraße schlägt er die Richtung ein, die weg von Goldach nach Seldwyla führt. Als seine Gedanken sich ordnen, weicht das Gefühl der ungeheuren Schande dem eines unverdient erlittenen Unrechts: Die Torheit der Welt hat ihm die Grafenrolle aufgedrängt. Erst durch Hunger, dann durch Liebe wehrlos gemacht hat er sich drängen lassen und steht nun als Betrüger da. All dies erkennt er nüchtern, doch beim Gedanken an das verlassene Nettchen beginnt er zu weinen. Als sich unter Fackelschein, Schellenklang und Gelächter der Zug der heimwärts strebenden Seldwyler nähert, springt er zur Seite, bleibt im tiefen Schnee liegen und schläft ein, „während ein eiskalter Hauch von Osten heranzuwehen begann“.

### Zur Rede gestellt
Nettchen verharrt auf ihrem Sitz bis fast alle Gäste sich entfernt haben. Dann steht sie auf und weint. Freundinnen bringen ihr Mantel und Hut. Sie trocknet die Tränen und blickt zornig um sich. Böhni naht ihr demütig lächelnd und bietet ihr an, sie nach Hause zu fahren. Ohne ihm zu antworten, steigt sie in ihren eigenen Schlitten und treibt die Pferde in feurigem Galopp auf die Landstraße Richtung Seldwyla, neben sich Wenzels Handschuhe und Mütze, die sie beim Aufstehen wie im Traum ergriffen hat. Nach einer Weile lässt sie die Pferde im Schritt gehen und heftet ihre Augen auf die im Mondlicht glänzenden Straßenränder. Sie findet den noch schwach atmenden Wenzel, bringt ihn wieder zu sich. Er fleht sie um Verzeihung an, sie heißt ihn einsteigen: „Komm, fremder Mensch! […] ich werde mit dir sprechen und dich fortschaffen“. Dann lenkt sie den Schlitten auf einen einsamen Hof und bittet die Bauersfrau, eine gute Bekannte, ihnen starken Kaffee zu machen.
Unter vier Augen verhört sie nun Wenzel. Beim Bericht, wie er dazu kam, den Grafen zu spielen, muss sie ein Lachen unterdrücken. Seine Antwort auf die Frage, was er mit ihr im Sinn gehabt habe, verursacht ihr jedoch Herzklopfen: Er hätte sich nach der Hochzeit den Tod gegeben, um sie ohne Schande in ihr gewohntes Leben zurückkehren zu lassen: „Anstatt an der Sehnsucht nach einem würdigen Dasein, nach einem gütigen Herzen, nach Liebe lebenslang zu kranken […] wäre ich einen Augenblick lang groß und glücklich gewesen und hoch über Allen, die weder glücklich noch unglücklich sind und doch nie sterben wollen! O hätten Sie mich liegen gelassen im kalten Schnee, ich wäre so ruhig eingeschlafen!“ Ob er früher ähnliche Streiche gespielt und fremde Menschen angelogen habe? Wenzel schildert seinen Werdegang: Die Mutter ist nach dem frühen Tod des Vaters in den Dienst einer Gutsherrnwitwe getreten, hat ihn sorgfältig erzogen und unter Opfern stets etwas besser gekleidet. Als die Gutsherrin dann in die Stadt zog, bot sie an, den 16-Jährigen mitzunehmen, um ihm eine gute Ausbildung zu ermöglichen. Doch die Mutter brachte es nicht übers Herz, ihn gehen zu lassen. Ungern sei er geblieben und nach seiner Lehre beim Dorfschneider zum Militär eingezogen worden: „Nach einem Jahr konnte ich endlich für ein paar Wochen Urlaub erhalten und eilte nach Hause, meine gute Mutter zu sehen; aber sie war eben gestorben“. – Nettchen kommt zum heikelsten Punkt:
„Da Sie,“ fragte sie plötzlich, aber dennoch mit zögerndem spitzigen Wesen, „stets so wertgeschätzt und liebenswürdig waren, so haben Sie ohne Zweifel auch jederzeit Ihre gehörigen Liebschaften oder dergleichen gehabt und wohl schon mehr als ein armes Frauenzimmer auf dem Gewissen – von mir nicht zu reden?“
„Ach Gott,“ erwiderte Wenzel, ganz rot werdend, „ehe ich zu Ihnen kam, habe ich niemals auch nur die Fingerspitzen eines Mädchens berührt, ausgenommen – “ „Nun?“ sagte Nettchen.
Wenzel erzählt, wie die Tochter der Gutsherrin, ein Mädchen von sieben, acht Jahren, dem er den Beschützer machte, sich an ihn hing und ihn nicht auf dem Land zurücklassen wollte. Als er sich losmacht, wird sie zornig und weint … An diesem Punkt hält er erschrocken inne und zeigt mit dem Finger auf sein Gegenüber: „Als jenes Kind zornig war, so hoben sich ganz wie jetzt bei Ihnen, die schönen Haare um Stirn und Schläfen ein wenig aufwärts, dass man sie sich bewegen sah“. Diese Laune der Natur, eine zufällige Ähnlichkeit, hilft den beiden über die letzte Klippe hinweg. Nettchen umarmt Wenzel: „Ich will dich nicht verlassen! Du bist mein, und ich will mit dir gehen trotz aller Welt!“

### Vom Grafen zum „Marchand Tailleur“
Die gemeinsame Zukunft stellt Wenzel sich zunächst romantisch als ein stilles Glück in unbekannten Weiten vor. Doch Nettchen denkt auf einmal realistisch: „Keine Romane mehr! Wie du bist, ein armer Wandersmann, will ich mich zu dir bekennen und in meiner Heimat allen diesen Stolzen und Spöttern zum Trotze dein Weib sein. Wir wollen nach Seldwyla gehen und dort durch Tätigkeit und Klugheit die Menschen, die uns verhöhnt haben, von uns abhängig machen!“. Noch in derselben Nacht beziehen sie – jeder für sich – Quartier in zwei Seldwyler Gasthöfen, zur Verblüffung der dort noch feiernden Narren, während in Goldach bereits das Gerücht von einer Entführung umläuft. Am nächsten Morgen trifft in Seldwyla der Amtsrat ein, begleitet von Herrn Böhni. Nettchen soll auf der Stelle den Buchhalter heiraten, der bereit ist, „mit seinem unantastbaren Namen ihre Ehre vor der Welt zu schützen und aufrecht zu halten“. Nettchen, eben volljährig geworden, weigert sich standhaft, Wenzel, gar nicht mehr schüchtern, eilt ihr zur Hilfe und es gibt einen Auftritt. Ein Rechtsanwalt wird eingeschaltet. Er mahnt zur Besonnenheit und schickt die Rivalen nach Hause. Unter den Seldwylern wird bekannt, dass eventuell ein großes Vermögen – Nettchens mütterliches Erbe – in die Stadt kommt, worauf die Stimmung sofort zugunsten der Verlobten umschlägt. Vor Nettchens und Wenzels getrennten Herbergen werden Wachen aufgestellt, und als Böhni Stunden später mit Goldacher Polizisten zurückkehrt, sieht es für kurze Zeit danach aus, „als ob Seldwyla ein neues Troja werden sollte“. Es kommt aber nicht dazu, höhere Amtspersonen greifen vermittelnd ein. Die Rechtslage ist klar, niemand kann Wenzel und Nettchen hindern, ihr Aufgebot zu bestellen.
Weitere Ermittlungen ergeben, dass Strapinski sich nirgendwo strafbar gemacht und stets mit seinem schlichten bürgerlichen Namen unterzeichnet hat. Die Seldwyler schießen zu Ehren des Hochzeitspaares Salut, Strapinski wird ihr bevorzugter „Marchand Tailleur“ oder „Tuchherr“, wie sie es nennen. Doch klagen sie bald, „er presse ihnen das Blut unter den Nägeln hervor“, da er auf Bezahlung der gelieferten Sachen besteht. Nach Jahren aber zieht das Paar mit Kinderschar und stattlichem Vermögen wieder nach Goldach. In Seldwyla lässt Wenzel nichts zurück, „sei es aus Undank oder aus Rache“.

## Über das Werk

### Entstehung und Hintergrund
Schon dem 17-jährigen Keller gefiel die Figur des „Hochstaplers wider Willen“, wie sie ihm in einem Seefahrtsroman des Captain Marryat begegnete. Der von einem herrschaftlichen Kutscher zur Mitfahrt eingeladene Schneidergeselle kommt in einer Keller zugeschriebenen anonymen Kalendergeschichte von 1847 vor. Als „literarische Paten“ von Kleider machen Leute gelten außerdem Grimms Märchen, Clemens Brentanos Kunstmärchen Schneider Siebentod auf einen Schlag, Ludwig Tiecks Leben des berühmten Abraham Tonelli (eines hochstapelnden Schneiders) sowie von Wilhelm Hauff Das Märchen vom falschen Prinzen und die literarische Satire Der Mann im Mond.
Ferner weisen Kellers Biographen auf wirklich geschehene Fälle von Hochstapelei hin, die während der langen „Inkubationszeit“ der Novelle in seiner Heimat Aufsehen erregten. Im einen Fall spielte ein polnischer Graf und Exilant eine Rolle, allerdings als Opfer, im anderen – ohne Bezug auf Polnisches – ein Schneider, der als Graf auftrat und damit eine ganze Ortschaft zum Narren hielt, wofür diese vom Nachbarort in einem Fastnachtsspiel verspottet wurde. Einigkeit besteht darüber, dass Keller sowohl die realen als auch die literarischen Motive stark abwandelte und im Rahmen einer völlig neu erfundenen Handlung unterbrachte: Kleider machen Leute beruht im Unterschied zu Romeo und Julia auf dem Dorfe nicht auf einem wirklichen Vorfall.

Polnisches Wappen 1863/64

Wann genau die Novelle fertig wurde, ist unbekannt. Keller war von 1863 bis 1865 Sekretär des Schweizerischen Zentralkomitees für Polen, einer politisch-humanitären Hilfsorganisation, die er beim Ausbruch des polnischen Januaraufstandes mit ins Leben gerufen hatte. Diesem Amt verdankt er vermutlich den letzten Anstoß zur Niederschrift. Es konfrontierte ihn mit den Schicksalen polnischer Emigranten, und zwar der jüngeren wie der älteren; denn bereits 1831, nach der Niederlage des Novemberaufstandes, hatte eine polnische Flüchtlingswelle die Schweiz erreicht.
Die Geschichte des unechten polnischen Grafen spielt in dieser älteren Zeit. Die Gäste an der Tafel des Amtsrats singen Lieder, „die in den dreißiger Jahren Mode waren“ und eine Zwischenbemerkung des Erzählers lautet: „um eben diese Zeit wurden viele Polen und andere Flüchtlinge wegen gewaltsamer Unternehmungen des Landes verwiesen; andere wurden von fremden Agenten beobachtet und umgarnt“. Solche Landesverweisungen fanden nach 1831 statt. Dagegen regierten 1863/64 die Liberalen das Land und duldeten die Rekrutierung von Kämpfern und sogar direkte Waffenlieferungen an die Aufständischen. Tatsächlich wurden unter Mitwirkung Kellers zwei fremde Agenten enttarnt, Betrüger, die sich in das Schweizerische Polen-Komitee eingeschlichen hatten. Diese Erfahrungen haben jedoch in der Erzählung kaum Spuren hinterlassen. Den historischen Hintergrund bildet somit weniger das tragische Geschick des polnischen Befreiungskampfes selbst, als vielmehr die Begeisterung für die polnische Sache im europäischen Bürgertum mit ihrer Beimischung von Romantizismus und nostalgischer Bewunderung aristokratischen Wesens.

### Zur Struktur: Schein und Sein
Nettchen: „Wer sind Sie?“ Wenzel: „Ich bin nicht ganz so, wie ich scheine!“
Die Handlung der Novelle ist in der Art einer Verwechslungskomödie aufgebaut. Die Goldacher erwarten am Tag der Ankunft Strapinskis zwar keine bestimmte Person (wie in Helmut Käutners gleichnamiger Filmkomödie), wohl aber leben sie in der ständigen Erwartung von romantisch-aufregenden Ereignissen, die ihre behäbig-biedermeierliche Existenz an das Geschehen in der großen Welt knüpft und ihr Glanz verleiht. Das elegante Gefährt, der gut gekleidete Reisende – alles entspricht dieser Erwartung so genau, dass nur ein geborener Zweifler (und verschmähter Liebhaber) wie Böhni Dinge bemerkt, die nicht ins Bild passen. Dagegen weiß der Leser von Anfang an, wer in der Kutsche sitzt, amüsiert sich über die Kettenreaktion der Täuschungen und meint alles kommen zu sehen, wie es kommen muss. Nachdem aber der falsche Traum geplatzt ist und das verwöhnte Töchterchen Nettchen sich als resolute Lebensretterin und standfeste Verteidigerin ihrer Liebeswahl entpuppt hat, muss er sich fragen, ob er wirklich wusste, wer in der Kutsche saß. Hat er vorhergesehen, dass im Dandy Wenzel ein tüchtiger Mensch, im Traumtänzer ein umsichtiger Geschäftsmann steckt?
Der Autor-Erzähler spielt bewusst mit dem Doppelsinn des Sprichworts „Kleider machen Leute“, dem kritischen, welcher besagt, dass die Welt sich nur zu gerne täuschen lässt („Mundus vult decipi“), und dem anerkennenden, welcher besagt, dass man es sich und andern schuldig ist, Wert auf sein Äußeres zu legen. Wenzel, die ehrliche Haut, hüllt sich aus „Sehnsucht nach einem würdigen Dasein“ in einen Radmantel; John Kabys, ein eitler Spekulant und Titelheld von Der Schmied seines Glückes, behängt sich mit modischen Kinkerlitzchen. Letztere Novelle folgt in den Seldwylergeschichten unmittelbar auf Kleider machen Leute, zusammen könnten beide unter einem weiteren Sprichwort stehen: „Wenn zwei das gleiche tun, ist es noch lange nicht dasselbe“.
Wenzel ist kein solcher Schmied, der das Glück durch geschickte Manipulationen herbeizwingen will. Sein Handeln ist nicht berechnend wie das seines Gegenspielers Melchior Böhni. Er hat etwas von einem Hans im Glück, von dem Dummling im Märchen Die goldene Gans oder von dem einfältigen Handwerksburschen in Hebels Kalendergeschichte Kannitverstan, der aus Unverstand in Amsterdam eine Erfahrung macht, die ihn glücklich und zufrieden stimmt. So wie dieser nimmt Wenzel in Goldach die Häusernamen und Fassadensprüche wörtlich und glaubt, „es sähe hinter jeder Haustüre wirklich so aus, wie die Überschrift angab“. Das Zeichen des Gasthofes „Zur Waage“ deutet er als Vorzeichen eines günstigen Schicksalsausgleichs, während der Erzähler ins gleiche Schild eine ganz andere Bedeutung legt: Wenzel schwebt in Gefahr, sein Schicksal steht auf der Kippe, ein falscher Anstoß und seine Waagschale senkt sich tiefer als je zuvor. Das aber erkennt Wenzel selbst mit wachem Verstand in schlaflosen Nächten. Das Schillernde, Doppeldeutige der Symbole und Figuren beschäftigt den Erzähler fortwährend. Auch legt er seiner weiblichen Hauptfigur eine Ahnung davon in den Mund: „Wer sendet uns“, fragt sich Nettchen auf ihrer nächtlichen Suchfahrt, „solche einfältige Truggestalten, die zerstörend in unser Schicksal eingreifen, während sie sich selbst dann auflösen wie schwache Seifenblasen?“. Scheinbar glückverheißend lautet der Name von Herrn Böhnis Fahrzeug „Der Teich Bethesda“. Doch anders als der Lahme im Neuen Testament (Joh 5,2 ) erwartet der geduldige Intrigant in seinem Schlitten vergeblich sein Heil. Auch der Name Goldach fügt sich in dieses Muster: „wie aus 'Gold' und 'ach' kombiniert, aus einer scheinhaften Vergoldung, unter der der Wehlaut 'ach' die Misere bezeichnet“.
Man hat die Schreibweise Kellers „heraldisch“ genannt. Seine Texte sind vielfarbig und vielfältig aus Anspielungen auf andere Texte zusammengesetzt, ähnlich wie Wappenschilde aus Bildzeichen. Nichts darin ist zufällig oder bloßer Schmuck. Jede Einzelheit ist stimmig und fordert Wissen und Kombinationsgabe. Trotzdem ist die Fabel von Kleider machen Leute so einfach und so grundlegend menschlich, dass auch Kinder sie verstehen können, eine gute sprachliche Anleitung vorausgesetzt.

### Zur Aktualität
Der Literaturwissenschaftler Klaus Jeziorkowski hat es unternommen, „den Schullektüre-Staub von dieser Geschichte zu blasen“. Er wendet sich gegen die verbreitete Ansicht, dass es gerade ihre Harmlosigkeit sei, die die Novelle für die Schule qualifiziere: „Innerhalb des scheinbar gutmütigen und behäbigen Duktus der Erzählung, die selbst nach dem Goldacher Prinzip der Vergoldung […] gearbeitet erscheint, ist die grauenhafte Eisigkeit der Katastrophe bei der Demaskierung Wenzels nie ganz voll zur Kenntnis genommen worden. Ich selbst fürchte mich bei jeder Lektüre vor dieser Stelle, weil hier unter der vergoldeten Welt ein bodenloses Loch, ein durch nichts zu schließender Höllen- und Eisesabgrund sich auftut. […] Der Maskentanz der Seldwyler ist Toten- und Gespenstertanz einer Gesellschaft, die aufgrund ihrer Trivial- und Boulevardklischees zunächst einen Schneider in eine Grafenrolle hineindrängt und ihn dann durch strafende Entlarvung foltert und fallen läßt – nicht anders wie unsere 'gute' Gesellschaft mit zunächst 'hochgejubelten' und hofierten Schwindelexistenzen heute noch tut, ohne zu sehen, wie sie in solchen Totentänzen sich selbst darstellt und richtet.“
Jeziorkowski nennt solche Stellen „archetypisch“ und charakterisiert Kellers Erzählkunst als „Kombination des Aktuellen und des Archetypischen.“ Es liege im Wesen „solcher archetypischen und archaischen Muster, nicht zu veralten, gültig zu bleiben und auch futurisch präsent zu sein“, – an die steinernen ägyptischen Königsbilder zu denken, mit denen der Erzähler das schreckensstarre Paar Wenzel und Nettchen vergleicht. Mit diesem im genauen Wortsinn anachronistischen Vergleich springt der Erzähler aus dem Biedermeier in seine Gegenwart, ins Jahr 1874, in die Gründerzeit mit ihren expansiven Erscheinungen, kolonialer Eroberung, Suezkanal, Uraufführung von Aida in Kairo, Blütezeit der Ägyptologie. Auf eine weitere solche Sprungstelle, die ebenfalls häufig übersehen wird, macht Jeziorkowski aufmerksam: Im Namen des verloren durch die eisige Nacht irrenden Wenzel tritt der Erzähler gleichsam im Anwaltstalar vor die Schranken eines Gerichts und hält ihm folgende zeitlos aktuelle Verteidigungsrede:
„Wenn ein Fürst Land und Leute nimmt; wenn ein Priester die Lehre seiner Kirche ohne Überzeugung vertritt, aber die Güter seiner Pfründe mit Würde verzehrt; wenn ein dünkelvoller Lehrer die Ehren und Vorteile eines hohen Lehramtes innehat und genießt, ohne von der Höhe seiner Wissenschaft den mindesten Begriff zu haben und derselben auch nur den kleinsten Vorschub zu leisten; wenn ein Künstler ohne Tugend, mit leichtfertigem Tun und leerer Gaukelei sich in Mode bringt und Brot und Ruhm der wahren Arbeit vorwegstiehlt; oder wenn ein Schwindler, der einen großen Kaufmannsnamen ererbt oder erschlichen hat, durch seine Torheiten und Gewissenlosigkeiten Tausende um ihre Ersparnisse und Notpfennige bringt, so weinen alle diese nicht über sich, sondern erfreuen sich ihres Wohlseins und bleiben nicht einen Abend ohne aufheiternde Gesellschaft und gute Freunde.“
„Unser Schneider aber weinte bitterlich über sich … “
Kombination des Archaischen und des Aktuellen – Kombination des Poetischen und des Realistischen! Ohne den Begriff „poetischer Realismus“ zu gebrauchen hat Keller in einer knappen Vorbemerkung zu Romeo und Julia auf dem Dorfe die Überzeugung ausgedrückt, dass die Fabeln der großen alten Werke tief im Menschenleben wurzeln und sich in immer neuen Variationen wiederholen. Aufgabe des Dichters ist, solche Abwandlungen zu erkennen und sie festzuhalten. Das gilt für die tragische Geschichte der Liebenden, die durch die Feindschaft ihrer Väter in den Tod getrieben werden; es gilt aber auch für die komische Geschichte von Wenzel und Nettchen, die durch die Torheiten ihrer Mitbürger einer tragischen Wendung mit knapper Not entgehen. Nach Jeziorkowski ist die „Standardgeltung und Beliebtheit der beiden Erzählungen“ durch diese Verhältnisse teilweise zu erklären, aber nicht ausreichend: „Ich glaube, sie werden – und hier vielleicht ganz besonders von jugendlichen Lesern – auch deshalb so anhaltend geschätzt, weil sie Identifikationsangebote machen. […] Dieser Wenzel, der unbeschwert von Habseligkeiten, Besitz und Reichtümern als 'Tramp' und romantisch unbürgerliche Erscheinung in die Geschichte hineinwandert, hat nichts gemein mit der etablierten Gesellschaft, in die er hineingerät. Er läßt sich von ihr aushalten, und nach einer befristeten Niederlage überlistet er die Gesellschaft mit den ihr eigenen Mitteln, daß den erst triumphierenden Bürgern Hören und Sehen vergeht.“

## Besondere Ausgaben/Editionen des Werkes
Die Novelle wurde neben den normalen langschriftlichen Druckauflagen in mehreren stenografischen Auflagen verlegt. Darunter in der Einheitskurzschrift von 1924 (Heckners Verlag, Wolfenbüttel) und in der Einheitskurzschrift von 1936 (Kesselringsche Verlagsbuchhandlung, Wiesbaden und Winklers Verlag Gebrüder Grimm, Darmstadt).

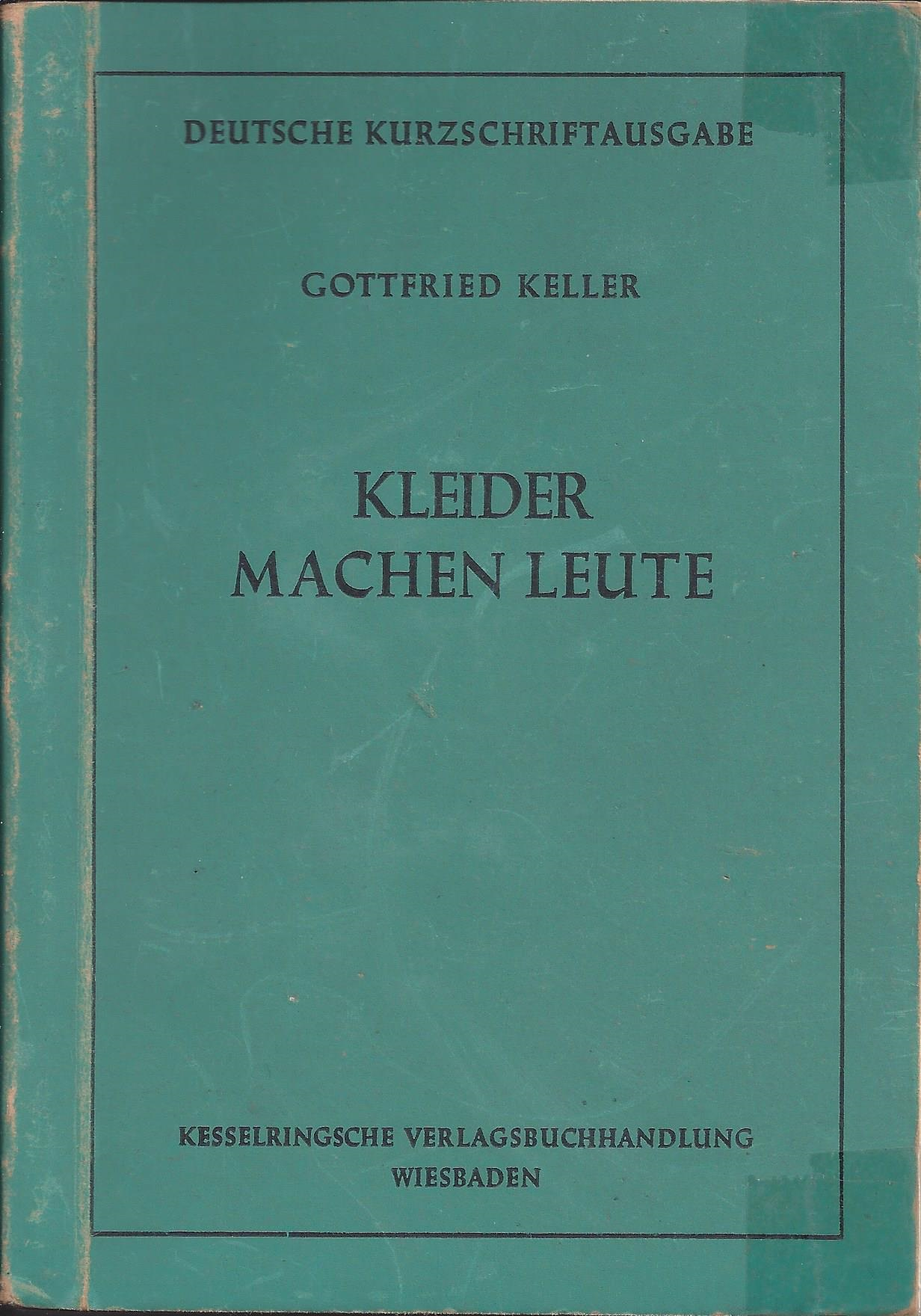
Stenografische Ausgabe in Einheitskurzschrift von 1936, Kesselringsche Verlagsbuchhandlung, Wiesbaden, 1948.
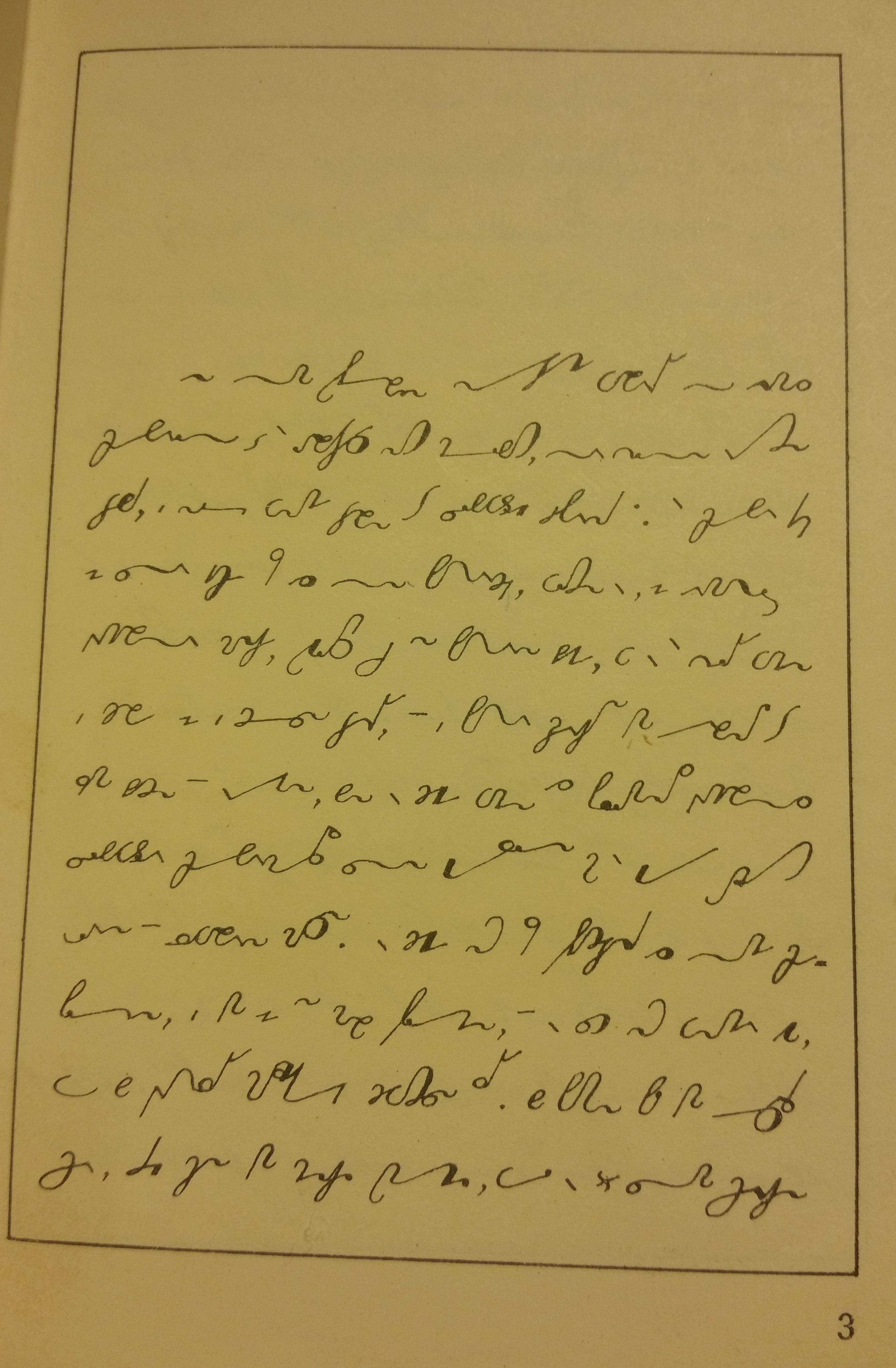
Erste Seite der stenografischen Ausgabe in Einheitskurzschrift von 1936, Winklers Verlag, Darmstadt, 1953. "An einem unfreundlichen Novembertage wanderte ...".

## Adaptionen
Filme
- 1921 von Hans Steinhoff, siehe Kleider machen Leute (1921)
- 1940 von Helmut Käutner mit Heinz Rühmann als Wenzel, siehe Kleider machen Leute (1940)
- 1962 von Paul Verhoeven (Regie) und Leopold Ahlsen (Adaption), mit Hanns Lothar (Fernsehfilm)

Graphic Novel
- Martin Krusche: Kleider machen Leute, Edition Büchergilde, 2016

Opern
- Alexander von Zemlinsky: Kleider machen Leute, drei Fassungen, komponiert zwischen 1907 und 1922, uraufgeführt 1910 in Wien und 1922 in Prag.
- Joseph Suder: Kleider machen Leute, komponiert zwischen 1926 und 1934, uraufgeführt in Coburg 1964.
- Marcel Rubin: Kleider machen Leute, komponiert 1966–69, als Orchestersuite uraufgeführt in Wien 1973.

Pantomime
- Georges Schehadé: L’habit fait le prince, 1957 für Jean-Louis Barrault geschrieben, der dieses Projekt dann aber nicht realisierte. Der Text – frei nach Gottfried Keller – erschien erst 1973 bei Gallimard.

Theaterstück
- Gertraude Röhricht: Kleider machen Leute. Ein fröhliches Spiel frei nach der gleichnamigen Novelle von Gottfried Keller. Mitteldeutscher Verlag, Halle (Saale), o. J. [1950].